# Sandwithia
Sandwithia é um género botânico pertencente à família Euphorbiaceae.

## Espécies
- Sandwithia guyanensis
- Sandwithia heterocalyx

## Nome e referências
Sandwithia Lanj.